# 劉展灝
劉展灝，SBS，BBS，MH，JP，1950年—2016年6月12日），是香港商人，運年表業集團創辦人及前董事總經理、香港工業總會前名譽會長、四川省前政協常委。他公開反對最低工資及標準工時在香港立法。2016年6月11日出席首場第二輪標準工時諮詢時被人擲假髮。劉原定翌日6月12日出席《城市論壇》，不過於同日清晨，疑因心臟病，於廣華醫院去世，享年66歲。

## 家庭
劉展灝有兩位兒子，大子劉燊濤已婚。二子劉燊霆是運年錶業集團子公司飛騰錶業品牌經理。

## 馬主生涯
劉展灝、劉梁淑賢、劉燊濤、劉燊霆一家四口是香港賽馬會會員，自1999-2000馬季開始擁有名下馬匹，他們的名下賽駒大部分均以「彪形」兩字命名，包括：好時間、彪形大漢、分秒必爭、彪形好漢、彪形勁漢、彪形勇漢、彪形猛漢、彪形鐵漢、彪形遨漢、彪形猛將。

## 節目
- 《承傳香港》（商業電台節目嘉賓）

## 生前公職
- 香港工業總會主席
- 經濟發展委員會成員
- 香港鐘錶工業協會主席
- 香港表廠商會榮譽會長和前會長
- 香港貿易發展局鐘錶諮詢委員會主席
- 香港工業總會珠三角工業協會主席
- 中華海外聯誼會理事
- 香港青年工業家協會榮譽會長和前會長
- 香港工業專業評審局榮譽主席和前主席
- 香港城市大學商學院協席教授
- 勞工顧問委員會委員
- 強制性公積金計劃諮詢委員會委員
- 工業貿易諮詢委員會委員
- 資歷架構鐘錶業行業培訓諮詢委員會主席
- 創新及科技基金一般支援計劃評審委員
- 特區支援四川地震災區重建督導委員會教育及人才培訓小組委員
- 職業訓練局委員
- 康復諮詢委員會就業小組委員會委員
- 香港流浪足球會班主（01一08年）

## 名譽
- 1994年 香港青年工業獎
- 2002年 香港工業專業評審局 院士
- 2003年 美國加州大學 榮譽博士學位
- 亞洲知識管理協會 院士
- 美國洛普大學 榮譽工商管理博士學位
- 2008年 英國華威大學 工業院士榮譽
- 2006年 太平紳士